# Union Tour
Die Union Tour (auch bekannt als Yesshows ’91: Around the World in 80 Dates) war eine weltweite Konzerttournee der britischen Progressive-Rock-Band Yes. Es war die einzige Tournee der Band, bei der ein aus acht Bandmitgliedern bestehendes Line-Up der Band gemeinsam auf der Bühne stand, das zuvor aus zwei existierenden Bandversionen von Yes für das Album Union (1991) zusammengeführt wurde: zum einen aus der Band Anderson, Bruford, Wakeman, Howe (ABWH), bestehend aus Sänger Jon Anderson, Schlagzeuger Bill Bruford,  Gitarrist Steve Howe und Keyboarder Rick Wakeman, zum anderen aus der zum damaligen Zeitpunkt ohne Frontmann existierenden Yes-Hauptband, damals bestehend aus Keyboarder Tony Kaye, Gitarrist und Sänger Trevor Rabin, Bassist Chris Squire und Schlagzeuger Alan White. Die Tournee umfasste insgesamt 83 Konzerte in Nordamerika, Europa und Asien.

## Hintergrund
Die Union Tour startete am 9. April 1991 in Pensacola (Florida) und endete am 5. März 1992 in Tokio. Es war die erste Yes-Tournee, für die die in Philadelphia ansässige Konzertagentur Electric Factory Concerts Werbung und Promotion organisierte. EFC hatte bereits zwei Jahre zuvor die Welttournee von Anderson, Bruford, Wakeman, Howe beworben und Jon Anderson stand daher bereits in gutem Kontakt mit dem damaligen EFC-Vorsitzenden Larry Magid.
Die gemeinsamen Tourproben der acht Yes-Mitglieder verliefen nicht ohne Probleme. So herrschte Uneinigkeit darüber, welcher Musiker welche Parts in den jeweiligen Stücken spielen sollte oder welcher Musiker wo auf der Bühne stehen sollte, insbesondere zwischen den beiden Gitarristen Steve Howe und Trevor Rabin. Da die acht Musiker auf Union zudem nicht zusammengespielt hatten (die Songs waren teils aus unfertigen Demos der beiden konkurrierenden Bands zusammengestellt worden), kam es zu der für Yes ungewohnten Situation, dass die Band die neuen Stücke erstmals bei den Tourproben gemeinsam ausarbeitete.
Wenn es der jeweilige Konzertort ermöglichte, spielten Yes auf einer rotierenden, kreisförmigen Drehbühne, die in der Mitte der Konzertarena aufgebaut wurde. Eine solche Bühne hatte die Gruppe bereits zwischen 1978 und 1980 verwendet. Ansonsten fanden vor allem die Konzerte in Amphitheatern auf einer klassischen Konzertbühne statt. Für die Bühnenbeleuchtung nutzten Yes einmal mehr das seit ihrer 90125 Tour etablierte Beleuchtungssystem Vari-Lite, während das Soundsystem von der Konzertsound-Firma Clair Bros. entwickelt wurde, die bereits seit den 1970er Jahren mit Yes zusammenarbeitete.
Im Gegensatz zum Album äußerten sich die meisten Yes-Mitglieder positiv über die Tournee. So bezeichnete Rick Wakeman sie als die „unterhaltsamste Tour, an der ich je beteiligt war.“ Er entwickelte zudem eine Freundschaft zu Trevor Rabin. Bill Bruford hingegen sagte, die Tour sei „wirklich lächerlich. Für einige von uns war es ein sehr lukrativer Spaß, andere brauchten das Geld wohl dringend.“ Er spielte daher und auch aufgrund der chaotischen Organisation der Konzerte den kurzfristig nachgeschobenen Tourneeabschnitt in Japan nur widerwillig mit. Direkt nach dem Abschluss der Tournee verließ er sofort die Band. Auch Steve Howe verkündete nach Meinungsverschiedenheiten über die Zukunft der Gruppe seinen Ausstieg bei Yes. Rick Wakeman sollte aufgrund seines freundschaftlichen Verhältnisses mit Trevor Rabin Bandmitglied bleiben und auf dem nächsten Yes-Album Talk mitwirken, im März 1993 gab er jedoch ebenfalls seinen Ausstieg bekannt, da vor allem Chris Squire für dieses Album die Bandbesetzung der Alben 90125 und Big Generator reformieren wollte.

## Liveaufnahmen
Das vorläufige Abschlusskonzert im Shoreline Amphitheatre in Mountain View (Kalifornien) am 8. August 1991 wurde gefilmt und erschien in Japan unter dem Titel Union Live auf VHS und Laserdisc. Im Januar 2011 erschien auf dem Label Voiceprint weltweit eine Wiederveröffentlichung des Konzertfilms auf DVD, darunter ein limitiertes 2DVD/2CD-Boxset, das zusätzlich das im amerikanischen Pay-TV übertragene Konzert in Denver (9. Mai 1991), sowie eine im Publikum mitgeschnittene Bootleg-Video-Aufnahme des Eröffnungskonzertes in Pensacola (Florida) am 9. April 1991 enthält.

## Setlist

### Beispiel-Setlist
- Intro (Firebird Suite)
- Yours Is No Disgrace
- Rhythm of Love
- Shock to the System
- Heart of the Sunrise
- Clap
- Mood for a Day
- Make It Easy (intro)
- Owner of a Lonely Heart
- And You and I
- Drum Duet
- Hold On
- Tony Kaye Keyboard Solo
- Changes
- I’ve Seen All Good People
- Solly’s Beard
- Saving My Heart
- Long Distance Runaround
- The Fish (Schindleria Praematurus)
- Amazing Grace
- Lift Me Up
- Rick Wakeman Keyboard Solo
- Awaken
- Roundabout
- Starship Trooper

## Tourdaten
| Nr.                 | Datum               | Stadt                 | Land                | Veranstaltungsort                          | Anmerkungen                 |
| Leg 1 – Nordamerika | Leg 1 – Nordamerika | Leg 1 – Nordamerika   | Leg 1 – Nordamerika | Leg 1 – Nordamerika                        | Leg 1 – Nordamerika         |
| ------------------- | ------------------- | --------------------- | ------------------- | ------------------------------------------ | --------------------------- |
| 1                   | 9. April 1991       | Pensacola             | Vereinigte Staaten  | Civic Center                               |                             |
| 2                   | 12. April 1991      | Atlantic City         | Vereinigte Staaten  | Etess Arena                                |                             |
| 3                   | 13. April 1991      | Atlantic City         | Vereinigte Staaten  | Etess Arena                                |                             |
| 4                   | 14. April 1991      | East Rutherford       | Vereinigte Staaten  | Brendan Byrne Arena                        |                             |
| 5                   | 16. April 1991      | Philadelphia          | Vereinigte Staaten  | Spectrum                                   |                             |
| 6                   | 17. April 1991      | Worcester             | Vereinigte Staaten  | Centrum Center                             |                             |
| 7                   | 18. April 1991      | Hartford              | Vereinigte Staaten  | Civic Center                               |                             |
| 8                   | 19. April 1991      | Fairfax               | Vereinigte Staaten  | Patriot Center                             |                             |
| 9                   | 20. April 1991      | Uniondale             | Vereinigte Staaten  | Nassau Veterans Memorial Coliseum          |                             |
| 10                  | 22. April 1991      | Quebec City           | Kanada              | Le Colisée                                 |                             |
| 11                  | 23. April 1991      | Toronto               | Kanada              | SkyDome                                    |                             |
| 12                  | 24. April 1991      | Montreal              | Kanada              | Forum                                      |                             |
| 13                  | 25. April 1991      | Albany                | Vereinigte Staaten  | Knickerbocker Arena                        |                             |
| 14                  | 26. April 1991      | Buffalo               | Vereinigte Staaten  | Memorial Auditorium                        |                             |
| 15                  | 27. April 1991      | Auburn Hills          | Vereinigte Staaten  | Palace of Auburn Hills                     |                             |
| 16                  | 29. April 1991      | Richfield             | Vereinigte Staaten  | Coliseum                                   |                             |
| xx                  | 30. April 1991      | Rosemont              | Vereinigte Staaten  | Rosemont Horizon                           | verlegt auf den 6. Mai 1991 |
| xx                  | 1. Mai 1991         | Minneapolis           | Vereinigte Staaten  | Target Center                              | verlegt auf den 7. Mai 1991 |
| 17                  | 3. Mai 1991         | Kalamazoo             | Vereinigte Staaten  | Wings Stadium                              |                             |
| 18                  | 4. Mai 1991         | Fairborn              | Vereinigte Staaten  | Ervin J. Nutter Center                     |                             |
| 19                  | 5. Mai 1991         | Champaign             | Vereinigte Staaten  | UIUC Assembly Hall                         |                             |
| 20                  | 6. Mai 1991         | Rosemont              | Vereinigte Staaten  | Rosemont Horizon                           |                             |
| 21                  | 7. Mai 1991         | Minneapolis           | Vereinigte Staaten  | Target Center                              |                             |
| 22                  | 9. Mai 1991         | Denver                | Vereinigte Staaten  | McNichols Sports Arena                     |                             |
| 23                  | 11. Mai 1991        | Phoenix               | Vereinigte Staaten  | Blockbuster Desert Sky Pavilion            |                             |
| 24                  | 12. Mai 1991        | Paradise              | Vereinigte Staaten  | Thomas & Mack Center                       |                             |
| 25                  | 14. Mai 1991        | San Diego             | Vereinigte Staaten  | Sports Arena                               |                             |
| 26                  | 15. Mai 1991        | Inglewood             | Vereinigte Staaten  | Great Western Forum                        |                             |
| 27                  | 16. Mai 1991        | Sacramento            | Vereinigte Staaten  | ARCO Arena                                 |                             |
| 28                  | 17. Mai 1991        | Oakland               | Vereinigte Staaten  | Coliseum Arena                             |                             |
| 29                  | 19. Mai 1991        | Portland              | Vereinigte Staaten  | Memorial Coliseum                          |                             |
| 30                  | 20. Mai 1991        | Vancouver             | Kanada              | Pacific Coliseum                           |                             |
| 31                  | 21. Mai 1991        | Seattle               | Vereinigte Staaten  | Center Coliseum                            |                             |
| Leg 2 – Europa      |                     |                       |                     |                                            |                             |
| 32                  | 29. Mai 1991        | Frankfurt am Main     | Deutschland         | Festhalle                                  |                             |
| 33                  | 30. Mai 1991        | München               | Deutschland         | Olympiahalle                               |                             |
| 34                  | 31. Mai 1991        | Stuttgart             | Deutschland         | Schleyerhalle                              |                             |
| 35                  | 1. Juni 1991        | Oldenburg             | Deutschland         | Weser-Ems-Halle                            |                             |
| 36                  | 2. Juni 1991        | Köln                  | Deutschland         | Sporthalle                                 |                             |
| 37                  | 3. Juni 1991        | Paris                 | Frankreich          | Le Zénith                                  |                             |
| 38                  | 4. Juni 1991        | Paris                 | Frankreich          | Le Zénith                                  |                             |
| 39                  | 6. Juni 1991        | Grenoble              | Frankreich          | Le Summum                                  |                             |
| 40                  | 7. Juni 1991        | Marseille             | Frankreich          | Palais des Sports                          |                             |
| 41                  | 8. Juni 1991        | Toulouse              | Frankreich          | Palais des Sports                          |                             |
| 42                  | 10. Juni 1991       | Zürich                | Schweiz             | Hallenstadion                              |                             |
| 43                  | 12. Juni 1991       | Rom                   | Italien             | PalaEUR                                    |                             |
| 44                  | 13. Juni 1991       | Mailand               | Italien             | Palatrussardi                              |                             |
| xx                  | 16. Juni 1991       | Piräus                | Griechenland        | Stadio Eirinis kai Philias                 |                             |
| xx                  | 20. Juni 1991       | Budapest              | Ungarn              | Hidegkuti-Nándor-Stadion                   |                             |
| 45                  | 22. Juni 1991       | Brüssel               | Belgien             | Forest National                            |                             |
| 46                  | 23. Juni 1991       | Rotterdam             | Niederlande         | Sportpaleis Ahoy’                          |                             |
| 47                  | 25. Juni 1991       | Birmingham            | England             | National Exhibition Centre                 |                             |
| 48                  | 26. Juni 1991       | Birmingham            | England             | National Exhibition Centre                 |                             |
| 49                  | 28. Juni 1991       | London                | England             | Wembley Arena                              |                             |
| 50                  | 29. Juni 1991       | London                | England             | Wembley Arena                              |                             |
| 51                  | 30. Juni 1991       | London                | England             | Wembley Arena                              |                             |
| Leg 3 – Nordamerika |                     |                       |                     |                                            |                             |
| 52                  | 5. Juli 1991        | East Lake-Orient Park | Vereinigte Staaten  | Florida State Fairgrounds Expo Hall        |                             |
| 53                  | 6. Juli 1991        | Miami                 | Vereinigte Staaten  | Miami Arena                                |                             |
| 54                  | 7. Juli 1991        | Orlando               | Vereinigte Staaten  | Orlando Arena                              |                             |
| 55                  | 9. Juli 1991        | Atlanta               | Vereinigte Staaten  | Coca-Cola Lakewood Amphitheater            |                             |
| 56                  | 10. Juli 1991       | Raleigh               | Vereinigte Staaten  | Walnut Creek Amphitheatre                  |                             |
| 57                  | 12. Juli 1991       | Philadelphia          | Vereinigte Staaten  | Spectrum                                   |                             |
| 58                  | 13. Juli 1991       | Philadelphia          | Vereinigte Staaten  | Spectrum                                   |                             |
| 59                  | 14. Juli 1991       | Lake Placid           | Vereinigte Staaten  | Olympic Center                             |                             |
| 60                  | 15. Juli 1991       | New York City         | Vereinigte Staaten  | Madison Square Garden                      |                             |
| 61                  | 16. Juli 1991       | Holmdel               | Vereinigte Staaten  | Garden State Arts Center                   |                             |
| 62                  | 18. Juli 1991       | Mansfield             | Vereinigte Staaten  | Great Woods Center for the Performing Arts |                             |
| 63                  | 19. Juli 1991       | Canandaigua           | Vereinigte Staaten  | Finger Lakes Performing Arts Center        |                             |
| 64                  | 20. Juli 1991       | Landover              | Vereinigte Staaten  | Capital Center                             |                             |
| 65                  | 21. Juli 1991       | Wantagh               | Vereinigte Staaten  | Jones Beach Marine Theater                 |                             |
| 66                  | 22. Juli 1991       | Middletown            | Vereinigte Staaten  | Orange County Fair Speedway                |                             |
| 67                  | 24. Juli 1991       | Burgettstown          | Vereinigte Staaten  | Coca-Cola Star Lake Amphitheater           |                             |
| 68                  | 25. Juli 1991       | Tinley Park           | Vereinigte Staaten  | World Music Theatre                        |                             |
| 69                  | 26. Juli 1991       | East Troy             | Vereinigte Staaten  | Alpine Valley Music Theatre                |                             |
| 70                  | 27. Juli 1991       | Maryland Heights      | Vereinigte Staaten  | Riverport Amphitheatre                     |                             |
| 71                  | 28. Juli 1991       | Cincinnati            | Vereinigte Staaten  | Riverfront Coliseum                        |                             |
| 72                  | 30. Juli 1991       | Clarkston             | Vereinigte Staaten  | Pine Knob Music Theatre                    |                             |
| 73                  | 31. Juli 1991       | Noblesville           | Vereinigte Staaten  | Deer Creek Music Center                    |                             |
| xx                  | 1. August 1991      | Lafayette             | Vereinigte Staaten  | Cajundome                                  |                             |
| 74                  | 2. August 1991      | The Woodlands         | Vereinigte Staaten  | Cynthia Woods Mitchell Pavilion            |                             |
| 75                  | 3. August 1991      | Dallas                | Vereinigte Staaten  | Coca-Cola Starplex Amphitheater            |                             |
| 76                  | 6. August 1991      | Costa Mesa            | Vereinigte Staaten  | Pacific Amphitheatre                       |                             |
| 77                  | 7. August 1991      | Concord               | Vereinigte Staaten  | Concord Pavilion                           |                             |
| 78                  | 8. August 1991      | Mountain View         | Vereinigte Staaten  | Shoreline Amphitheatre                     |                             |
| Leg 4 – Asien       |                     |                       |                     |                                            |                             |
| 79                  | 29. Februar 1992    | Tokio                 | Japan               | Yoyogi Olympic Pool                        |                             |
| 80                  | 2. März 1992        | Osaka                 | Japan               | Ōsaka-jō Hall                              |                             |
| 81                  | 3. März 1992        | Nagoya                | Japan               | Century Hall                               |                             |
| 82                  | 4. März 1992        | Yokohama              | Japan               | Cultural Gymnasium                         |                             |
| 83                  | 5. März 1992        | Tokio                 | Japan               | Yoyogi Olympic Pool                        |                             |

## Band
- Jon Anderson: Gesang, Gitarre
- Bill Bruford: Schlagzeug, Percussion
- Steve Howe: Gitarre, Pedal-Steel-Gitarre, Hintergrundgesang
- Tony Kaye: Keyboards, Hintergrundgesang
- Trevor Rabin: Gitarre, Gesang, Hintergrundgesang
- Chris Squire: Bass, Mundharmonika, Hintergrundgesang
- Rick Wakeman: Keyboards
- Alan White: Schlagzeug